# Gaspar de Portolà
Gaspar de Portolà i Rovira (Os de Balaguer, 1716 - Lleida, 1786) fou un soldat, administrador colonial i explorador català, que va ser governador de Califòrnia del 1767 al 1770 i fundador de les ciutats de San Diego i Monterey.
Nascut a Os de Balaguer (La Noguera), de família noble, fou baró de Castellnou de Montsec i va fer de soldat a l'exèrcit espanyol a Itàlia i Portugal. Ascendí progressivament a lloctinent el 1743 i a capità el 1764. Una estàtua de 2,7 metres a la ciutat de Pacifica, Califòrnia, agermanada amb Balaguer va ser esculpida per l'artista català Josep Maria Subirachs i el seu associat, Francesc Carulla. Va ser donada a l'Estat de Califòrnia per la Generalitat de Catalunya el 1988. Una rèplica de l'estàtua va ser instal·lada a Arties, Val d'Aran.

## Context polític
Cap al 1767, els missioners jesuïtes de la península de Baixa Califòrnia havien establert unes vint-i-tres missions en els anteriors setanta-dos anys. Això provocava rumors sobre grans fortunes acumulades pels jesuïtes i el seu poder. Com a part de la quasi global Supressió dels Jesuïtes, el rei Carles III va ordenar que fossin deportats a punta de pistola cap a Espanya. Seguint aquestes ordres, el Virrei de la Nova Espanya va manar l'arrest i expulsió de tots els jesuïtes de la Baixa Califòrnia, Gaspar de Portolà va ser encomanat amb aquesta tasca i les missions es van transferir primer als franciscans i més tard als dominics.
Espanya es va veure obligada a establir missions i altres llocs avançats a l'Alta Califòrnia per por que el territori fos reclamat bé pels anglesos (que no només tenien colònies a la costa est del continent, sinó que havien conquerit recentment el Canadà), bé pels russos atès que els seus caçadors estaven baixant al sud des d'Alaska i els territoris propers. Cartes del 23 de gener de 1768 intercanviades entre el rei Carles i el virrei van impulsar la fundació de colònies i missions a la Badia de San Diego i a la Badia de Monterrey, que havien estat descobertes i descrites per l'explorador Sebastián Vizcaíno, el qual havia cartografiat la línia costanera el 1602. El maig, el Visitador General espanyol, José de Gálvez, va planificar una expedició dividida en quatre parts, dues per mar i dues per terra, i Portolà va demanar el comandament.

## Primera expedició

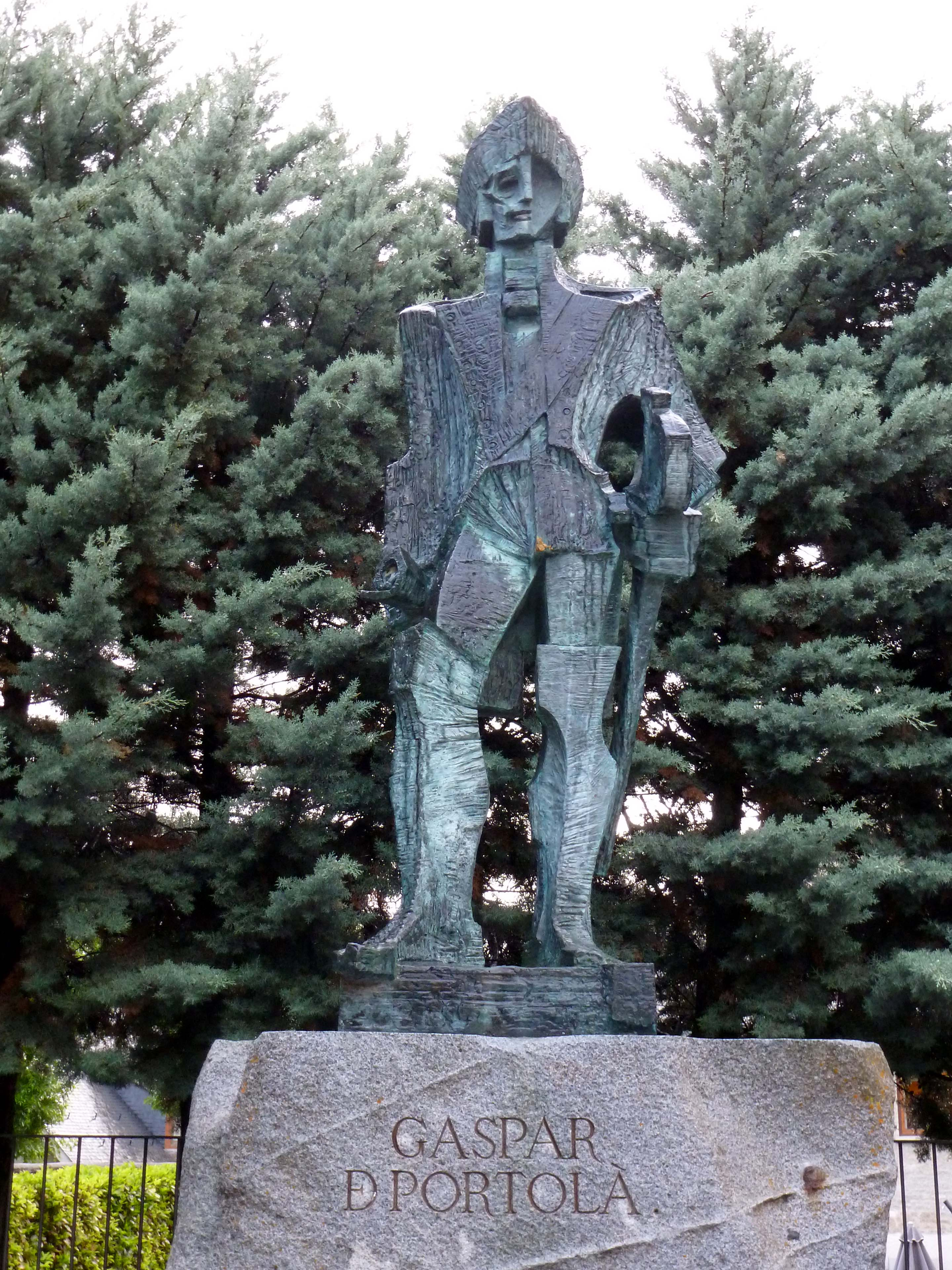
Estàtua de Gaspar de Portolà a Arties

Els quatre destacaments espanyols s'haurien de trobar a la Badia de San Diego. El primer vaixell, el San Carlos, salpà de La Paz el 10 de gener de 1769, i el San Antonio el 15 de febrer, comandat per Joan Perers. El primer grup terrestre, capitanejat per Fernando de Rivera, abandonà la missió de San Fernando Velicata el 24 de març, i en ella també hi anaven el Pare Joan Crespí, cronista de l'expedició. El grup d'en Portolà, que incloïa al Pare Juníper Serra, el President de les Missions i nombrosos missioners, colons i milicians de la Companyia Franca de Voluntaris de Catalunya, va sortir de Velicata el 15 de maig.
Rivera arribà al lloc de trobada (l'actual San Diego) al maig, acampant, i esperà els altres grups. A causa d'un error de Vizcaíno en calcular la latitud del Port de San Diego cent seixanta-set anys abans, els vaixells van passar de llarg, desembarcant primer a la zona de Los Angeles abans de tornar enrere. El San Antonio va arribar l'11 d'abril, i el San Carlos, a causa de forts vents i tempestes, el dia 29. Molts dels mariners estaven malalts d'escorbut. Una tercera nau amb provisions es va perdre al mar probablement. Portolà va arribar el 29 de juny. Dels dos-cents dinou homes inicials, poc més de cent havien sobreviscut.
El que quedava de l'expedició (el Pare Joan Crespí, seixanta-tres soldats i cent mules carregades d'abastos) van partir cap al nord el 14 de juliol de 1769, arribant a la zona de Los Angeles el 2 d'agost. L'endemà van desfilar pel camí indi que més tard esdevindria el Bulevard Wilshire de la ciutat de Santa Monica. El seu camí va passar pel que acabarien sent Santa Clarita, Santa Bárbara, San Simeón i l'1 d'octubre, van sortir de les Muntanyes de Santa Lucía per arribar al riu Salinas.
Després d'una marxa d'uns sis-cents quilòmetres des de San Diego i uns mil sis-cents des de Velicata van arribar al port buscat. Però a causa de la boira costanera van confondre'l amb el mar obert, perquè no va veure la forma d'O descrita per en Vizcaíno. Pensant que havien fracassat, van seguir cap al nord per explorar la regió, i van arribar a l'espai de l'actual Santa Cruz el 18 d'octubre. El 31 van trobar la Badia de San Francisco, i van cartografiar i batejar nombrosos llocs al sud de la zona del Golden Gate. En acabat van fer marxa enrere cap a San Diego, sense veure un cop més el port descrit per Vizcaíno. Van arribar, cansats i sobrevivint a base de la carn de les mules, el 24 de gener de 1770.

## Segona expedició

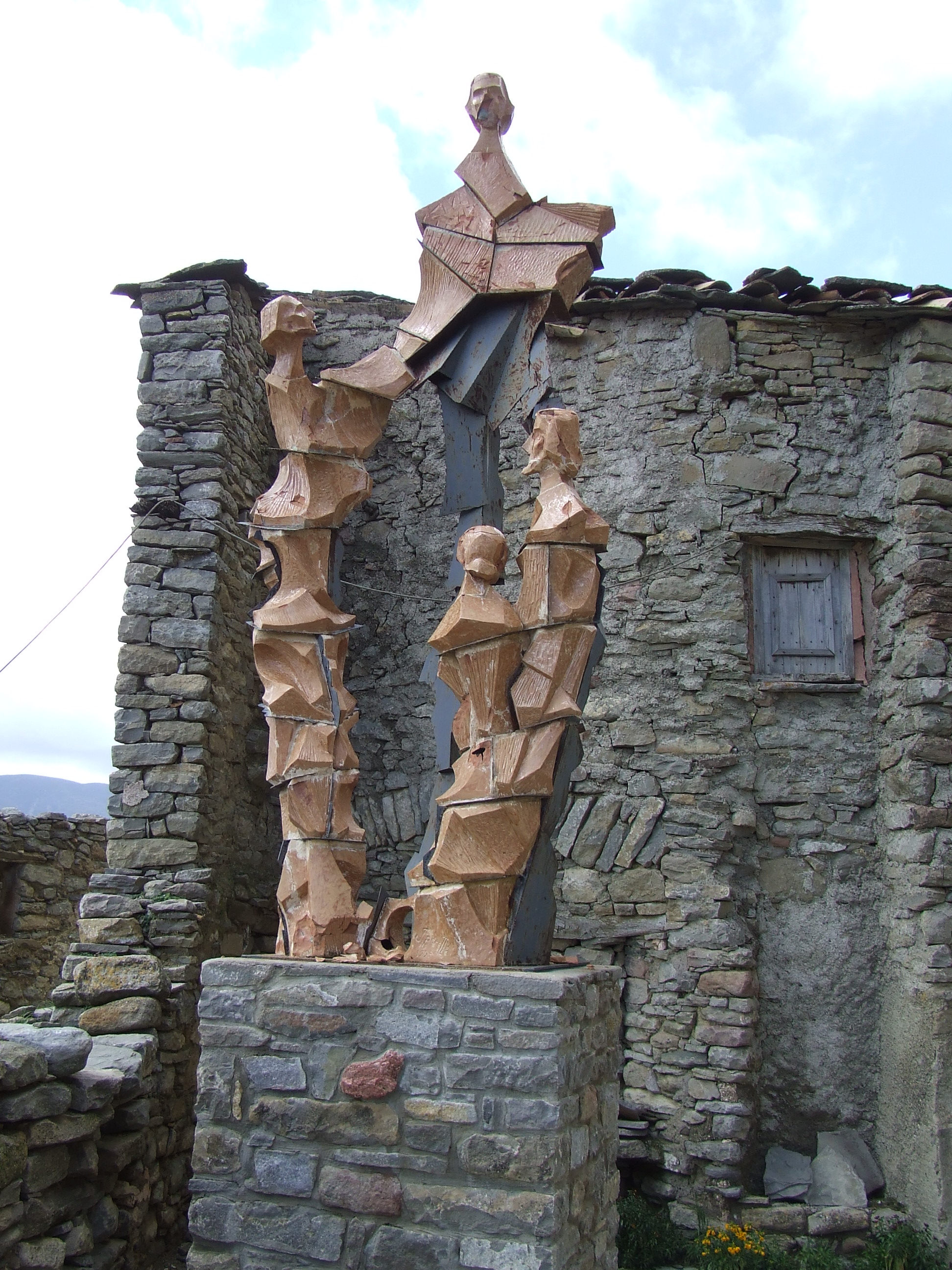
Monument a Gaspar de Portolà a Sant Esteve de la Sarga, Castellnou de Montsec.

El capità Vicent Vila, subordinat d'en Portolà, el va convèncer que havien estat realment a la Badia de Monterrey quan havien plantat la seva segona creu al que esdevindria Pacific Grove. Un cop reposats i aprovisionats, Portolà i el Pare Serra decidiren fer una expedició conjunta per terra i mar per tornar a cercar la badia i establir-hi una colònia en cas d'aconseguir-ho. El San Antonio salpà el 16 d'abril de 1770. A bord, el Pare Serra, Miguel Costanso, militar i enginyer, i Pere Prat, cirurgià de l'exèrcit. El 17 d'abril, amb totes les forces colonials que va poder aconseguir, el grup terrestre d'en Portolà, que incloïa al lloctinent Pere Fages i Beleta, dotze voluntaris catalans, set soldats, cinc indis de la Baixa Califòrnia, dos mulers i el Pare Crespí com a capellà, van tornar cap al nord.
Van seguir la mateixa ruta que l'hivern passat en tornar cap a San Diego. Al cap de trenta-sis dies de camí, amb només dos de descans, arribaren a la segona creu, el 24 de maig de 1770. Essent un dia clar, van poder comprovar com el port tenia les mateixes formes i proporcions que les descrites per Vizcaíno, una missa va seguir prop del roure que els franciscans que acompanyaven en Vizcaíno havien venerat el 1603, i es va prendre oficialment possessió del lloc. El 3 de juny de 1770, s'inicià la construcció de la Missió San Carlos Borromeo de Carmelo i fundaren el presidio o "fortalesa reial" a Monterrey.
La tasca d'en Portolà havia acabat. Va cedir el comandament al capità Pere Fages i Beleta i el 9 de juliol va salpar cap a San Blas, Mèxic definitivament. El 1776, va ser escollit governador de Puebla. En ser escollit el seu successor en aquest càrrec en 1779 va ser recompensat econòmicament i va tornar a Espanya en 1784.

## Retorn a Espanya i mort
En 1786, un reial decret li va concedir l'agregació com a coronel del regiment de Numància, i el mateix any fou nomenat tinent del rei a Lleida. Hi morí el mateix any i fou enterrat a l'església de Sant Francesc d'Assís (avui Sant Pere). Deixà un llegat de més de 300.000 rals per a construir un hospici d'orfes, que avui és la seu de la Diputació de Lleida.